# Sortie des combustibles fossiles
Ne doit pas être confondu avec Désinvestissement des énergies fossiles.

La marée noire consécutive à l'explosion de la plate-forme pétrolière Deepwater Horizon, en 2010, a répandu 4.9 millions de barils de pétrole dans la mer.

La sortie des combustibles fossiles désigne l'abandon progressif des combustibles fossiles dans tous les secteurs où ils sont utilisés : la production d'électricité, le chauffage, les transports et l'industrie.
Elle vise à réduire les externalités négatives liées à leur usage, c'est-à-dire les coûts cachés des dommages causés, notamment le changement climatique engendré par les émissions de gaz à effet de serre, la pollution de l'air et les catastrophes résultant de leur exploitation (marées noires par exemple).
Elle est également envisagée pour anticiper l'épuisement des gisements.

## Combustibles fossiles

### Charbon

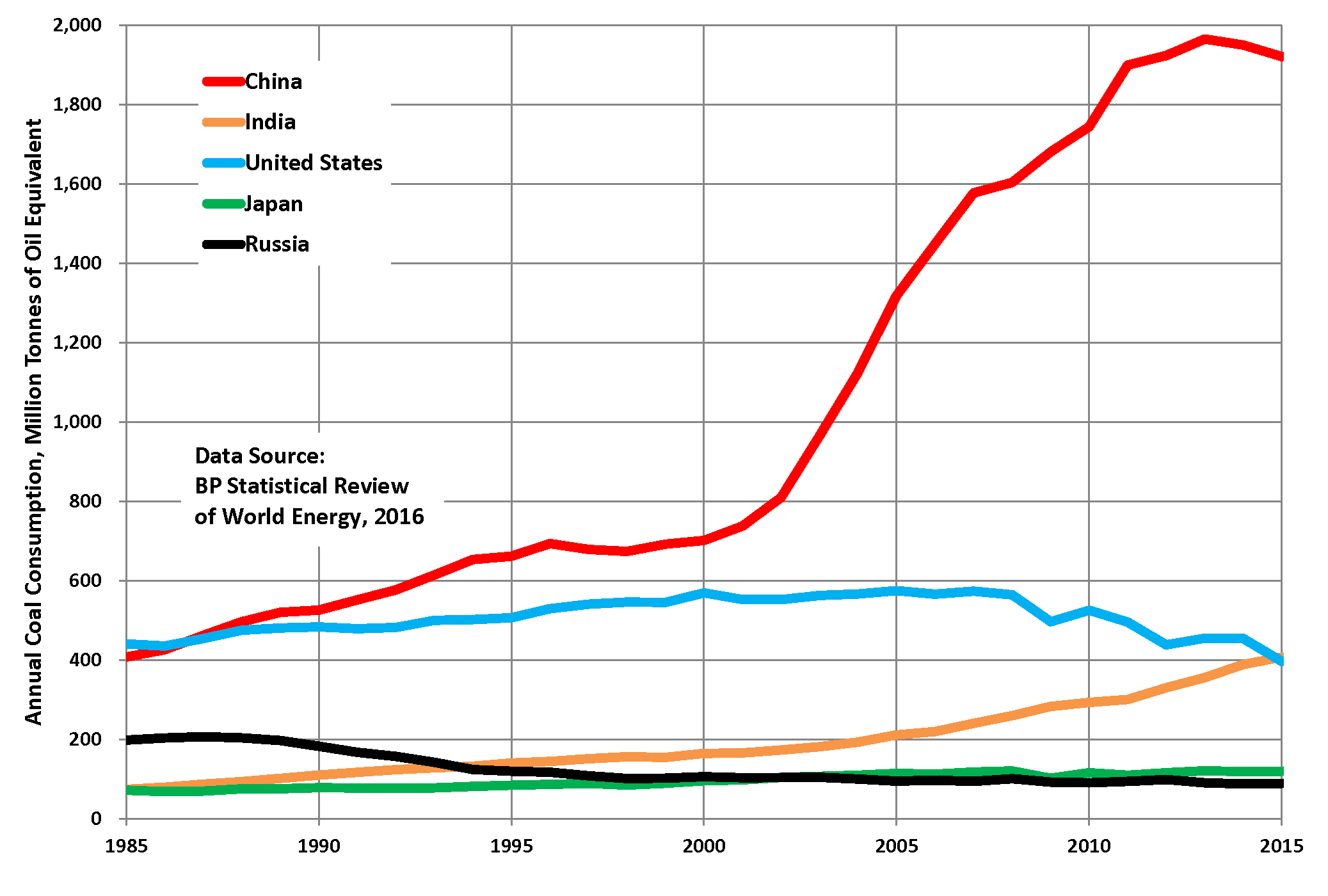
Évolution de la consommation de charbon entre 1985 et 2015 dans les cinq plus grands pays consommateurs de charbon.

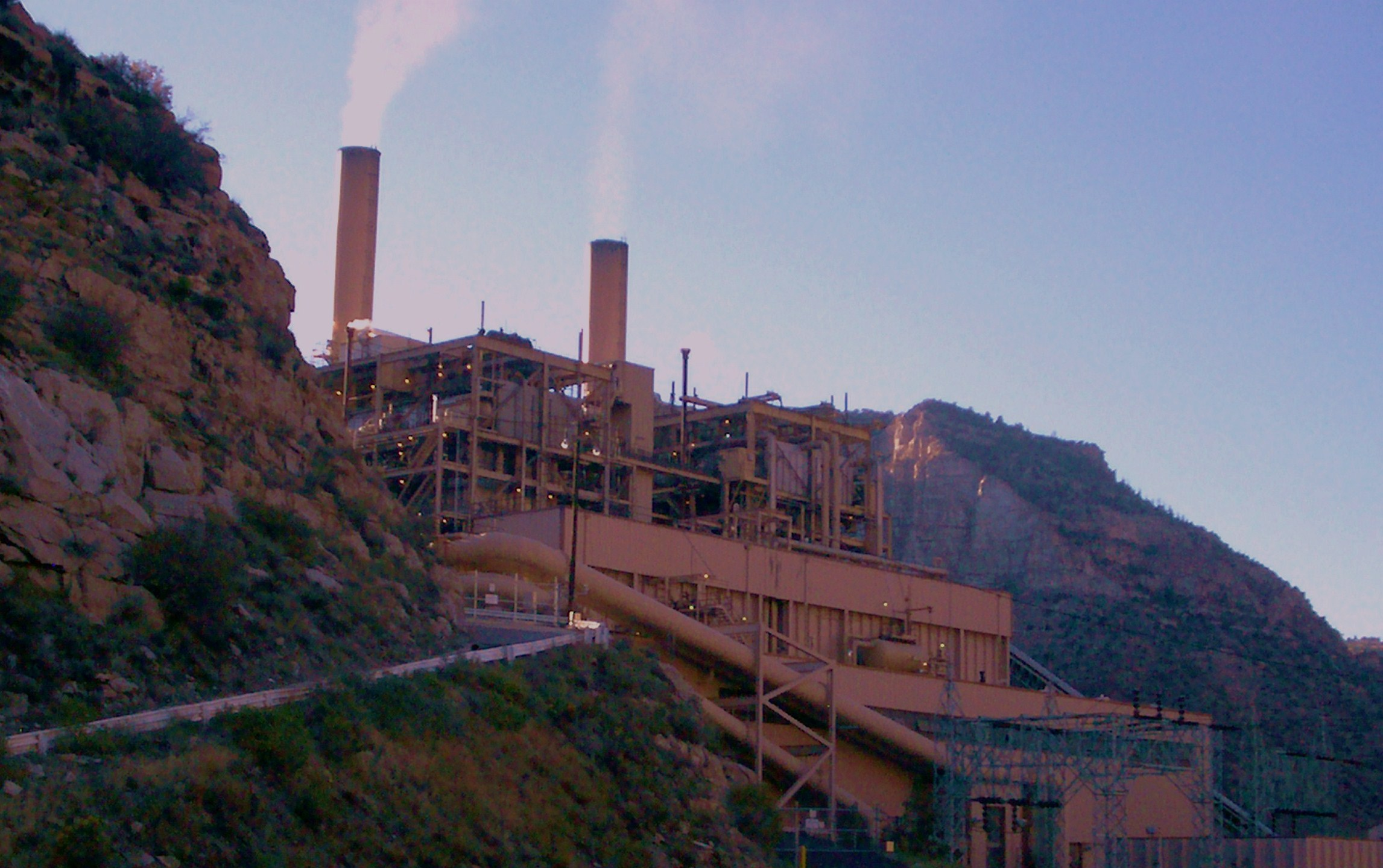
Les centrales au charbon ont fourni 30 % de l'électricité consommée aux États-Unis en 2016. Ici, la, située près de Helper dans l'Utah.

Le charbon est la deuxième source d'énergie au monde, derrière le pétrole. Après une période de forte croissance, sa part dans la production d'énergie primaire a culminé à 29,6 % en 2011. Cette part a connu un ralentissement marqué à partir de 2012, où elle a commencé à baisser. En 2014, sa production a culminé en valeur absolue à 3 979 Mtep (millions de tonnes d'équivalent pétrole), puis en 2015 la quantité produite a reculé pour la première fois (-2,6 %) à 3 886 Mtep. En 2016, elle a encore reculé de 5,9 % à 3 657 Mtep, soit 26,6 % des énergies primaires.
La combustion de charbon a engendré l'émission de 14 265 MtCO2 (millions de tonnes de CO2) en 2016, soit 44,1 % des émissions dues aux combustibles fossiles à usage énergétique ; les émissions dues au charbon ont baissé de 4,6 % en trois ans depuis leur pic atteint en 2013 à 14 957 MtCO2. Cependant, la production et les émissions ont recommencé à augmenter en 2017 : +3,2 % selon BP.
Dans le but de réduire les émissions de CO2 pour limiter l'étendue du réchauffement climatique, certains ont appelé à la sortie progressive du charbon,. Par exemple, le climatologue James E. Hansen a déclaré en 2008 que « Nous devons instaurer maintenant un moratoire sur le charbon [...] et éliminer progressivement les centrales existantes au cours des deux prochaines décennies. ». Selon une étude publiée dans Science en 2017, si les pays du monde prennent au sérieux l'objectif de +2 °C sur lequel ils se sont accordés lors de l'Accord de Paris sur le climat en 2015, ils doivent tous abandonner le charbon d'ici à 2030 environ.
Les partisans du charbon, comme le Coal Advisory Board (comité consultatif du charbon) de l'AIE, estiment quant à eux que le charbon ne devrait pas être éliminé : selon eux, une croissance économique mondiale à long terme ne peut être atteinte sans un approvisionnement énergétique adapté et abordable, ce qui impose d’utiliser des combustibles fossiles, y compris du charbon, dans des proportions importantes. Ils avancent que des technologies de type « charbon propre (en) » pourraient réduire les émissions de gaz à effet de serre à des niveaux compatibles avec un monde bas-carbone. À l'inverse, les écologistes et de climatologues sont favorables à une sortie progressive du charbon et critiquent le « charbon propre », estimant qu'il ne permettra pas de résoudre le problème du changement climatique. Le charbon est souvent remplacé par du gaz naturel, qui émet moins de gaz carbonique et de polluants atmosphériques, mais peut émettre autant ou plus de gaz à effet de serre du fait des fuites de méthane. Le gaz naturel étant lui aussi un combustible fossile, remplacer le charbon par du gaz naturel ne permet pas de sortir des combustibles fossiles.
Au niveau mondial, les projets et mises en service de centrales en charbon ont reculé de 66 % en 2019 par rapport à 2015. En Inde, les projets de centrale à charbon ont diminué de moitié ; ils ont baissé de 60 % en Amérique latine, de 40 % en Afrique et de 22 % en Asie du Sud-Est. Aucune mise en chantier n’a vu le jour en Afrique et en Amérique latine. Aux États-Unis, malgré la politique pro-charbon de Donald Trump, les retraits ont augmenté de 67 % par rapport à l’ère Obama. Toutefois, le Japon a 11,9 GW de centrales au charbon en cours de développement au niveau national, ce qui augmenterait de 50 % les émissions de CO2 de son parc à charbon existant (de 3,9 à 5,8 milliards de tonnes), et en dehors de ses frontières, le pays finance 24,7 GW de charbon. La Chine est responsable de près des deux tiers des nouvelles capacités mises en service en 2019 et le nombre de projets y augmente pour la première fois depuis 2016. Le pays a d’ores et déjà approuvé 6,6 GW de nouvelles capacités du 1er au 18 mars 2020, soit davantage que sur l’ensemble de l’année 2019.
Certains pays ont déjà réduit leur consommation de charbon sur la période 2000-2012, les plus fortes baisses ayant été enregistrées aux États-Unis (consommation de charbon réduite de 176 millions de tonnes par an sur cette période), au Canada (−21 millions de tonnes par an) et en Espagne (baisse de 20 millions de tonnes par an). D'autres pays ont au contraire augmenté leur consommation, avec en tête la Chine (+2 263 milliards de tonnes par an entre 2000 et 2012), l'Inde (+367 millions de tonnes par an) et la Corée du Sud (+59 millions de tonnes par an). À l'échelle mondiale, la consommation de charbon a augmenté de 60 % entre 2000 et 2012. Cependant, la Chine a réduit sa consommation de charbon de 3,9 % entre 2013 (pic de consommation à 1 969 Mtep) et 2017 (1 892,6 Mtep). En 2012, la construction de 1 200 nouvelles centrales au charbon était prévue dans le monde, la plupart situées en Chine et en Inde. Mais la part du charbon dans la production d'électricité en Chine a reculé de 77 % en 2010 à 68,2 % en 2016.
Entre 2011 et 2013, les pays de l'OCDE en Europe de l'Ouest ont accru leur consommation de charbon, en grande partie du fait de son faible coût et du prix élevé du gaz naturel importé en Europe de l'Ouest. Cependant, la consommation de charbon a atteint un maximum en Chine en 2013 ou 2014 (selon les sources de données utilisées), et elle a baissé de 3,6 % en 2015 malgré une hausse du PIB chinois de 6,9 %. Repartie à la hausse ensuite, elle n'a toutefois pas atteint, en 2017, le niveau maximum qu'elle avait atteint précédemment, À l'échelle mondiale, la consommation de charbon dans le monde a également atteint un maximum en 2014, avant de baisser en 2015 et en 2016
En outre, selon la revue Scientific American, une centrale à charbon typique émet plus de 100 fois plus de radiations par an, sous forme de cendres volantes, qu'une centrale nucléaire de taille comparable

### Pétrole
On raffine le pétrole pour obtenir du fioul, du gazole, de l'essence et du kérosène. Les produits raffinés sont principalement destinés à être utilisés par le secteur des transports, notamment dans les moteurs de voitures, de camions, de trains, d'avions et de bateaux. Les solutions alternatives les plus courantes sont les modes de transports à propulsion humaine, les transports en commun, les véhicules électriques et les biocarburants.

### Gaz naturel
Bien que sa combustion émette environ 40 à 50 % moins de CO2 que celle du charbon, le gaz naturel constitue la plus grande source de méthane atmosphérique aux États-Unis,. Beaucoup le considèrent comme un « combustible de transition » temporaire en remplacement du charbon, lui-même destiné à être remplacé par de l'électricité décarbonée. Cependant, ce « combustible de transition » devrait prolonger l'utilisation de combustibles fossiles de manière considérable, la durée de vie moyenne des centrales électriques étant de 35 ans. La consommation de gaz naturel a été multipliée par trois depuis 1971. Pourtant, en 2015, ces centrales électriques généraient encore deux fois moins d'électricité que celles au charbon. Dans la mesure où l'on s'attend à ce que la consommation de gaz augmente encore de 10 % d'ici 2040, la sortie du gaz naturel devrait durer de nombreuses années.
Les taux élevés de fuites de méthane provenant de régions d'extraction de gaz comme le bassin permien réduisent l'avantage comparatif du gaz naturel par rapport au charbon en matière d'émissions de gaz à effet. Le méthane ayant un potentiel de réchauffement global élevé, un taux de fuite le long de la chaîne d'approvisionnement dépassant 2,7 % de la production suffit à annuler totalement l'avantage du gaz naturel sur le charbon.

## Fondements
L'espoir d'une sortie progressive des combustibles fossiles repose essentiellement sur le coût attendu des sources d'énergie renouvelables, supposé être plus faible à l'avenir. La volonté d'éviter les risques pour la santé et l'atténuation du changement climatique sont également des éléments importants.

### Santé
Grâce à la modélisation informatique, Mark Jacobson (en) a découvert que les émissions de particules fines de suie (qui provoquent des maladies respiratoires, des cardiopathies et de l'asthme) sont à l'origine de 1,5 million de décès prématurés chaque année, principalement dans les pays en développement où des combustibles non fossiles de type bois et déjections animales sont utilisés pour cuire les aliments. Jacobson a également indiqué que la suie des moteurs Diesel, des chaudières au fioul, des centrales électriques au charbon et de la combustion du bois et de la biomasse était « une cause de réchauffement de la planète plus importante qu'on ne le pensait auparavant, et qu'elle était la principale cause de la fonte rapide de la banquise arctique ».
En 2011, de nouveaux éléments ont été trouvés, démontrant qu'il existe des risques considérables associés aux sources d'énergie traditionnelles et que des changements majeurs dans l'ensemble des technologies liées à l'énergie sont indispensables :
« Several mining tragedies globally have underscored the human toll of the coal supply chain. New EPA initiatives targeting air toxics, coal ash, and effluent releases highlight the environmental impacts of coal and the cost of addressing them with control technologies. The use of fracking in natural gas exploration is coming under scrutiny, with evidence of groundwater contamination and greenhouse gas emissions. Concerns are increasing about the vast amounts of water used at coal-fired plants, particularly in regions of the country facing water shortages. »
« Plusieurs tragédies minières à travers le monde ont mis en évidence le fardeau humain que représentait la chaîne d'approvisionnement en charbon. Les nouvelles mesures de l'EPA pour cibler les polluants atmosphériques, les cendres volantes et les rejets toxiques mettent en évidence les conséquences du charbon sur l'environnement et le coût de leur traitement par les technologies de filtration des polluants. Le recours à la fracturation hydraulique par les activités d'exploration de gaz naturel est en cours d'étude, face aux éléments démontrant la contamination des nappes phréatiques et les émissions de gaz à effet de serre. Les grandes quantités d'eau utilisées par les centrales au charbon suscitent de plus en plus d'inquiétude, en particulier dans les régions du pays faisant face à des pénuries d'eau. »

### Atténuation du changement climatique
En 2008, dix scientifiques, dont James Hansen et Valérie Masson-Delmotte, appellent à une élimination complète de l'énergie du charbon d'ici 2030.
Plus récemment, James Hansen déclare qu'une opposition constante au nucléaire menace la capacité de l'humanité à éviter un dangereux changement climatique
En 2008, Pushker Kharecha et James Hansen publient un article scientifique dans lequel ils analysent les effets d'une sortie progressive du charbon sur les niveaux de dioxyde de carbone (CO2) dans l'atmosphère. Ils y définissent un scénario de référence d'atténuation dans lequel les émissions mondiales de charbon sont progressivement éliminées jusqu'en 2050, et qu'ils décrivent comme suit :
« The second scenario, labeled Coal Phase-out, is meant to approximate a situation in which developed countries freeze their CO2 emissions from coal by 2012 and a decade later developing countries similarly halt increases in coal emissions. Between 2025 and 2050 it is assumed that both developed and developing countries will linearly phase out emissions of CO2 from coal usage. Thus in Coal Phase-out we have global CO2 emissions from coal increasing 2% per year until 2012, 1% per year growth of coal emissions between 2013 and 2022, flat coal emissions for 2023–2025, and finally a linear decrease to zero CO2 emissions from coal in 2050. These rates refer to emissions to the atmosphere and do not constrain consumption of coal, provided the CO2 is captured and sequestered. Oil and gas emissions are assumed to be the same as in the BAU [business as usual] scenario. »
« Le second scénario, nommé élimination du charbon, vise à se rapprocher d'une situation dans laquelle les pays développés stabilisent leurs émissions de CO2 provenant du charbon d'ici 2012 et les pays en développement font de même 10 ans plus tard. Entre 2025 et 2050, on suppose que les pays développés et les pays en développement éliminent de manière linéaire leurs émissions de CO2 issues de l'utilisation du charbon. Ainsi, dans la phase de sortie du charbon, les émissions mondiales de CO2 issues du charbon augmentent de 2 % par an jusqu'en 2012, de 1 % par an entre 2013 et 2022, n'augmentent plus entre 2023 et 2025, et baissent ensuite de manière linéaire pour atteindre zéro en 2050. Ces taux concernent les émissions de CO2 dans l'atmosphère et ne limitent pas la consommation de charbon proprement dit, à condition que le CO2 que cette consommation génère soit capté et séquestré. Les émissions dues à l'utilisation de pétrole et de gaz sont supposées être les mêmes que dans le scénario de référence (business as usual). »
Dans cet article, Kharecha et Hansen envisagent trois autres scénarios d'atténuation, ayant en commun le même calendrier d'élimination du charbon, mais reposant sur des hypothèses différentes sur le volume des réserves de pétrole et de gaz et le rythme auquel ces réserves sont épuisées. Dans le scénario de référence (business as usual signifiant « comme d'habitude »), la concentration de CO2 dans l'atmosphère atteindrait les 563 ppm en 2100 ; dans les quatre scénarios de sortie du charbon, la concentration de CO2 dans l'atmosphère atteindrait 422 à 446 ppm entre 2045 et 2060, avant de baisser.
Les principales conclusions de l'étude sont les suivantes :
- une élimination progressive des émissions dues au charbon est la solution la plus efficace pour atténuer le réchauffement climatique induit par les activités humaines ;
- des mesures devraient être prises pour limiter ou étaler dans le temps l'utilisation du pétrole et du gaz conventionnels ;
- l'utilisation future de combustibles fossiles non conventionnels comme les hydrates de méthane et les sables bitumineux devront être soumis à des contraintes strictes sur leurs émissions.

### Autres
Le développement des énergies renouvelables peut créer des emplois grâce à la construction de nouvelles centrales électriques et à la fabrication des équipements dont celles-ci ont besoin, comme le suggère le cas de l'Allemagne et de son secteur éolien.

## Études sur la sortie des combustibles fossiles
Dans le scénario « (R)évolution énergétique » de Greenpeace et d'EREC, le monde éliminerait toute utilisation de combustibles fossiles d'ici 2090,,
En décembre 2015, Greenpeace et le Réseau Action Climat Europe ont publié un rapport soulignant la nécessité d'une sortie progressive de la production d'électricité au charbon en Europe. Leur analyse repose sur une base de données de 280 centrales à charbon et inclut des données sur les émissions provenant de registres officiels de l'Union européenne.
Un rapport de septembre 2016 de Oil Change International (en) conclut que les émissions de CO2 dues au charbon, au pétrole et au gaz dans les mines et les champs en activité, en supposant que celles-ci durent jusqu'à la fin de leur vie utile, vont amener le monde au-delà du seuil des +2 °C qui figure dans l'accord de Paris sur le climat de 2015 et encore plus loin au-delà de l'objectif affiché de +1,5 °C,, Le rapport observe que « l'un des leviers les plus puissants en matière de politique climatique est aussi le plus simple : cesser d'aller chercher toujours plus de combustibles fossiles:5. »
En octobre 2016, l'Overseas Development Institute (en) (ODI) et onze autres ONG publient un rapport sur les conséquences de la construction de nouvelles centrales au charbon dans des pays où une part importante de la population n'a pas accès à l'électricité. Le rapport conclut que, dans l'ensemble, la construction de centrales au charbon n'aide en rien les pauvres à sortir de la pauvreté, et peut même l'aggraver. De plus, les coûts de production éolienne et solaire baissent au point de se rapprocher du coût du charbon,,.
Une étude publiée en 2018 dans Nature Energy suggère que dix pays d'Europe pourraient stopper complètement leur production d'électricité au charbon avec leurs infrastructures actuelles, tandis que les États-Unis et la Russie pourraient la réduire d'au moins 30 %.
Le sixième rapport d'évaluation du GIEC, publié en 2023, souligne que la sortie des combustibles fossiles est indispensable pour atténuer le réchauffement climatique. Les scénarios d'émissions permettant de respecter l'objectif, fixé dans l'accord de Paris, d'un réchauffement limité à +1,5 °C à l'horizon 2100 exigent à l'horizon 2050 des réductions d'utilisation médianes de 95 % (écart interquartile de 80 % à 100 %) pour le charbon, de 60 % (40 % à 75 %) pour le pétrole et de 45 % (20 à 60 %) pour le gaz fossile, par rapport à 2019. Pour l'objectif de +2 °C, les réductions nécessaires sont respectivement de 85 % (65 % à 95 %), 30 % (15 % à 50 %) et 15 % (-10 % à 40 %). Ces scénarios projettent que l'utilisation résiduelle des énergies fossiles soit en partie couverte par des technologies de captage et stockage du carbone (CCS), qui évitent durablement l'émission de gaz à effet de serre (GES) dans l'atmosphère,,.

## Évolution par secteur

### Élimination progressive des véhicules à carburant fossile
De nombreux pays et villes ont mis en place des interdictions de commercialisation de véhicules neufs à moteur à combustion interne, exigeant que toutes les nouvelles voitures soient des véhicules électriques ou des véhicules alimentés par des sources propres et non émettrices de CO2,, en particulier le Royaume-Uni en 2040 et la Norvège en 2025. De nombreuses autorités de transport s'emploient à n'acheter que des bus électriques, tout en limitant l'utilisation de véhicules à explosion dans les centres-villes pour limiter la pollution atmosphérique. Aux États-Unis, de nombreux États américains se sont engagés à augmenter la part du parc de véhicules plus propres en exigeant une hausse progressive de la part des véhicules électriques dans le parc de véhicules.

### Déclin du charbon aux États-Unis et en Europe
Pour la production d'électricité et de chaleur (ses deux usages principaux), le charbon est concurrencé par le gaz naturel, qui explique la forte baisse de consommation de charbon aux États-Unis depuis 2008 où le gaz est passé de 8 à 4 $/MBtu par suite du développement de l'extraction de gaz de schiste. Le durcissement des normes de protection de l’environnement édictées par l'Environmental Protection Agency (EPA) y a également contribué avant que, malgré le soutien du président Donald Trump, les centrales se mettent à fermer car trop chères face au gaz.
Le Centre commun de recherche de la Commission européenne a publié le 30 juillet 2018 un rapport sur le secteur charbonnier européen : la part du charbon dans la consommation intérieure brute d'énergie de l'Union européenne est de 16 % en 2017 et sa part dans la production d'électricité de 24 % ; six pays dépendent du charbon pour au moins 20 % de leur consommation d'énergie. L'âge moyen des centrales au charbon est de 35 ans. Les mines de charbon ferment peu à peu à cause de leur manque de compétitivité : de 2014 à 2017, 27 mines ont fermé en Allemagne, Pologne, République tchèque, Hongrie, Roumanie, Slovaquie, Slovénie et au Royaume-Uni ; en 2018, 5 autres fermeront en Allemagne, Pologne, Roumanie et Italie ; 26 mines sont sur le point de fermer en Espagne.
Dix pays de l'Union européenne ont annoncé qu'ils sortiraient totalement du charbon avant 2030, dont la France, l'Autriche, les pays scandinaves, l'Italie, le Royaume-Uni et les Pays-Bas. L'engagement est particulièremenbt significatif pour les trois derniers, dont la production électrique est alors largement dépendante du charbon. Ainsi, aux Pays-Bas compte, trois centrales à charbon efficaces ont été construites peu avant. En Allemagne, le gouvernement prépare un calendrier pour sortir du charbon. En Pologne, le charbon assure encore 80 % de la production d'électricité ; plusieurs nouvelles centrales sont même en train d'être mises en service pour rajeunir un parc vieillissant.
Le conseil des ministres allemand a adopté en mai 2019 un projet détaillé de mise en œuvre du plan de sortie du charbon d'ici 2038 ; le gouvernement fédéral consacrera 40 milliards d'euros à des projets de soutien aux régions concernées. En décembre 2021, le nouveau gouvernement allemand mené par le chancelier Olaf Scholz annonce la sortie de l'Allemagne du charbon pour 2030, date à laquelle les énergies renouvelables doivent représenter 80 % de la production électrique.

### Désinvestissement dans les énergies fossiles
De nombreuses banques, fonds d'investissement, compagnies d'assurances et fonds souverains décident de progressivement diminuer leurs investissements dans les énergies fossiles et de ne plus financer de nouveaux projets dans le secteur.
En 2023, les 60 plus grandes banques mondiales ont accordé près de 705 milliards de dollars de prêts, émissions d'actions ou d'obligations aux énergies fossiles. Ce montant est en baisse de 9,5 % sur un an. Les banques américaines restent les principaux financeurs des énergies fossiles : 31 % ; les banques françaises se situent en bas de classement : 7 %, et leurs financements aux énergies fossiles ont reculé de 20 % en 2023. Entre 2021 et 2023, la baisse atteint même 82 % pour Société Générale et 78 % pour BNP Paribas.

## Réorientations politiques
De nombreux pays vise la neutralité carbone ce qui implique de réduire drastiquement l'utilisation des énergies fossiles.
Le 16 avril 2023, les ministres de l'Énergie et de l'Environnement des pays du G7 (États-Unis, Japon, Allemagne, France, Royaume-Uni, Italie et Canada) reconnaissent le besoin urgent de réduire leurs émissions de gaz à effet de serre, de 43 % jusqu'à à 2030 et de 60 % jusqu'à à 2035, par rapport à 2019. Ils réitèrent leur volonté d'atteindre la neutralité carbone d'ici 2050 et de décarboner « totalement ou majoritairement » leur mix énergétique jusqu'à 2035 et s'engagent à « accélérer » leur sortie des énergies fossiles. Ils insistent sur la nécessité de ne plus construire de nouvelles centrales au charbon dans le monde, mais n'ont pas réussi à fixer une date limite pour la sortie du charbon. Le Japon n'a pas obtenu que soit avalisée sa stratégie d'investissement dans le gaz, ni de faire reconnaître comme « propres » les centrales thermiques alimentées par de l'hydrogène et de l'ammoniac. Les ministres ont promis d'augmenter leurs capacités de 150 GW dans l'éolien en mer et de 1 TW dans le solaire photovoltaïque jusqu'à 2030.

## Réorientation stratégique des compagnies pétrolières européennes
Le 19 avril 2016, Patrick Pouyanné annonce sa stratégie à l'horizon 2035 : le groupe veut en vingt ans « être dans le « top 3 » de l'énergie solaire, se développer dans le trading d'électricité, dans le stockage de l'énergie, être leader sur les biocarburants, notamment les biocarburants destinés à l'aviation, mais aussi envisager des développements possibles dans les autres énergies renouvelables ». En mai 2016, Total acquiert Saft, un fabricant de batteries, afin de renforcer sa branche liée aux énergies renouvelables. Le 14 juin 2016, Total annonce l'acquisition de Lampiris, troisième fournisseur du marché résidentiel belge de gaz naturel et d’électricité verte, pour se développer dans la distribution du gaz et de l’électricité. En juillet 2017, Total acquiert les deux centrales à cycle combiné gaz que possédaient le fonds d'investissement américain KKR dans le nord et l'est de la France, soit une capacité de production électrique de 825 MW. En avril 2018, Total annonce l'achat de 74 % de Direct Énergie, fournisseur et producteur français privé d'électricité et de gaz.
Shell cède sa branche consacrée aux énergies renouvelables, essentiellement énergie solaire et éolienne, en 2009, et se concentre depuis sur les biocarburants et la séquestration du dioxyde de carbone. Mais en décembre 2017, Shell annonce l'acquisition de First Utility, une entreprise de distribution d'électricité britannique. En février 2019, Shell annonce l'acquisition de Sonnen, une entreprise allemande de stockage d'énergie solaire au moyen de batteries, dans le but d’augmenter sa présence dans les marchés d’énergies renouvelables, « pariant sur une croissance rapide de la demande d’électricité en raison du développement de l'usage des véhicules électriques et du basculement vers des sources d’énergie plus propres ». En août 2019, Shell annonce l'acquisition de ERM Power, une entreprise de distribution électrique australienne, pour 419 millions de dollars australiens.
En mai 2020, Total annonce l'acquisition à Energias de Portugal (EDP) d'un portefeuille de 2,5 millions d'abonnés gaz et électricité résidentiels en Espagne, soit une part de marché de 12 % dans le gaz et de 6 % dans l'électricité, ainsi que de deux centrales électriques fonctionnant au gaz en Navarre (850 MW), qui complèteront les 2 000 MW de centrales solaires que Total compte développer en Espagne. Avec les acquisitions de Lampiris en Belgique (2016) et de Direct Énergie en France en 2019, la clientèle européenne de Total atteint 8,5 millions de clients.
BP annonce en août 2020 une réorientation majeure de sa stratégie : ses investissements dans les énergies renouvelables passeront à 4 milliards de dollars par an d'ici à 2025, puis 5 milliards par an avant 2030. BP était jusqu'à 2019 moins ambitieux que Shell et Total dans ce domaine, ses investissements annuels dans les renouvelables atteignant à peine un demi-milliard, contre 1,5 à 2 milliards pour Total. Les dépenses dans les hydrocarbures seront réduites de plus de 20 %. La transition énergétique (éolien, solaire, capture de carbone, hydrogène, biocarburants, bornes de recharge pour véhicules électriques…) représentera plus du quart des investissements de BP d'ici à 2025, nettement au-dessus de la norme dans le secteur, qui consacre à peine 1 % de ses investissements aux renouvelables, selon l'Agence internationale de l'énergie. La production de pétrole et de gaz de BP va baisser de 40 % d'ici à 2030, alors que sa production d'électricité d'origine renouvelable sera multipliée par vingt, atteignant 50 GW en 2030.

## Défis de la sortie des combustibles fossiles
Une sortie progressive des combustibles fossiles soulève de nombreux problèmes, dont celui de la confiance que le monde leur accorde actuellement. En 2014, les combustibles fossiles représentaient 81,1 % de la consommation d'énergie primaire mondiale, soit environ 11 109 Mtep, dont 4 287 Mtep (31,3 %) de pétrole, 3 918 Mtep (28,6 %) de charbon et 2 904 Mtep (21,2 %) de gaz naturel.
La sortie des combustibles fossiles peut entraîner une hausse des prix de l'électricité, du fait des nouveaux investissements qui seront nécessaires pour les remplacer par des énergies alternatives. La hausse des prix de l'électricité peut aussi provenir de la nécessité d'importer de l'électricité que l'on aura été dans l'impossibilité de produire sur le territoire national.
On peut étendre cette conclusion aux intérêts politiques, ce qui peut aller à l'encontre de l'initiative d'élimination progressive des énergies fossiles. Un exemple est le lien entre le vote des membres du Congrès américain et la prééminence des industries des combustibles fossiles dans leurs États respectifs.
Parmi les autres conséquences d'une sortie progressive des combustibles fossiles, il y a l'emploi. De manière assez logique, une sortie progressive des combustibles sera considérée comme indésirable par ceux qui travaillent pour l'industrie des combustibles fossiles : généralement, ils s'opposeront à toute mesure susceptible de mettre leur industrie sous surveillance, voire de mettre leur emploi en danger.
Endre Tvinnereim et Elisabeth Ivarsflaten ont étudié le lien qui pouvait exister entre le nombre d'emplois dans l'industrie des combustibles fossiles et le soutien aux politiques de lutte contre le changement climatique. Arrivant eux aussi à la conclusion que les employés et entreprises du secteur des combustibles fossiles s'opposeraient probablement aux mesures qui mettent en danger leur emploi, sauf à ce qu'il leur soit offert de solides solutions de reconversion, ils ont proposé de reconvertir les activités de forage de l'industrie des combustibles fossiles dans l'industrie de la géothermie.
Il est possible d'étendre cette conclusion aux représentants des citoyens et des syndicats qui, pour les mêmes raisons, peuvent s'opposer aux mesures de sortie progressive des énergies fossiles. Par exemple, on peut citer le lien entre le vote des membres du Congrès américain et la prééminence des industries des combustibles fossiles dans leurs États respectifs.